# Operación Yevusi
La operación Yevusi (en hebreo: מבצע יבוסי‎, transliteración: Mivtza Yevusi, traducción: Operación Jebuseo) fue una operación militar efectuada por el Palmaj en el marco de la guerra civil en el mandato británico para establecer el control judío sobre Jerusalén. La operación, comandada por Yitzhak Sadeh, duró dos semanas (22 de abril de 1948–3 de mayo de 1948). No se lograron todos los objetivos antes de que los británicos impusieran un alto el fuego.

## Desarrollo

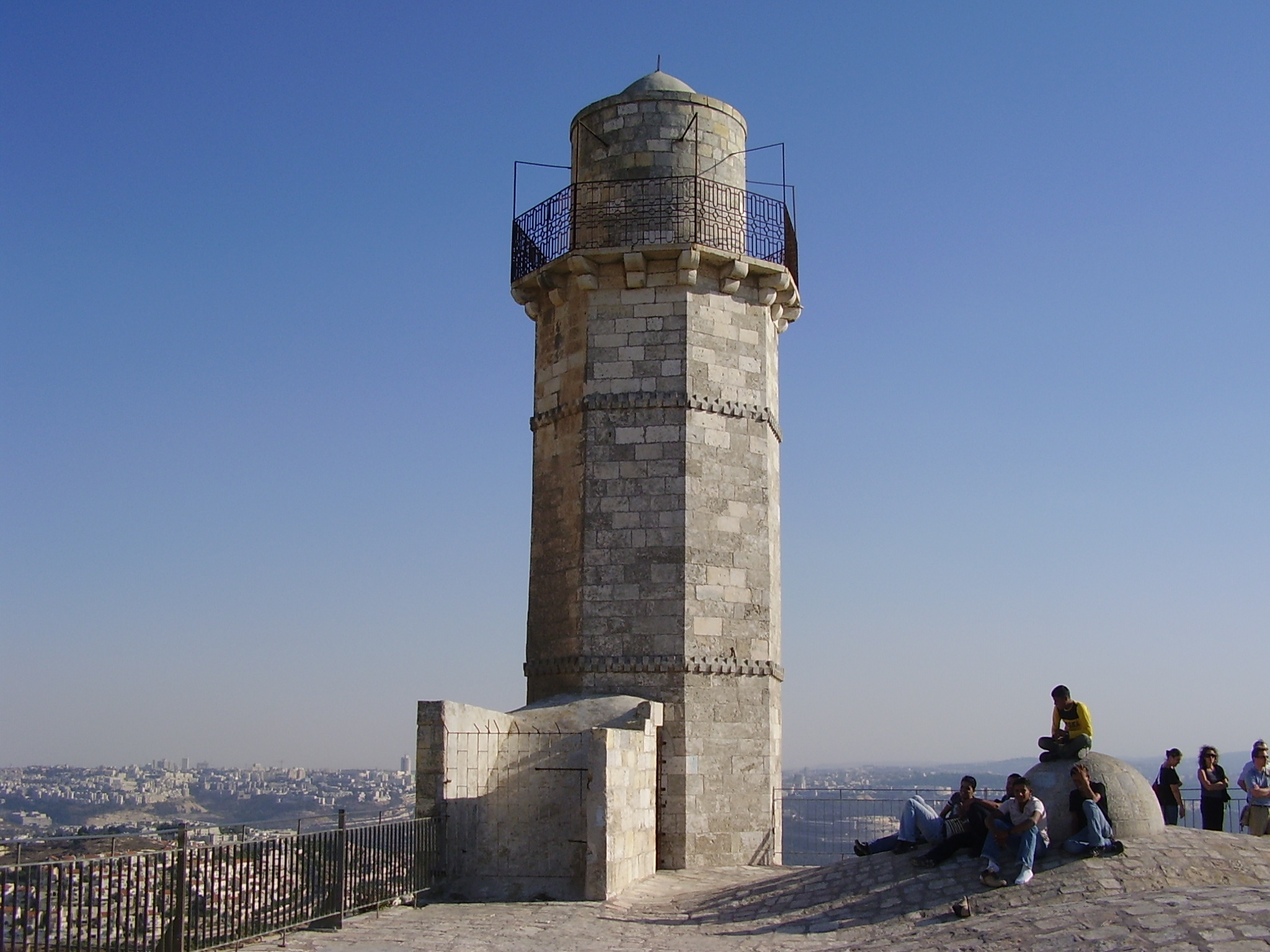
Nabi Samuel.

La operación Yevusi se montó en el marco de la batalla de Jerusalén. La operación tuvo cuatro objetivos: el control de Nabi Samuel, un pueblo árabe al noroeste de Jerusalén y el punto más alto de la zona; Sheikh Jarrah, un barrio árabe residencial al norte de la muralla de la ciudad que controla el camino hacia el monte Scopus; Katamon, un suburbio de clase media, principalmente árabe cristiano, del suroeste de Jerusalén; y el Hospital Augusta Victoria, al este de la Ciudad Vieja.

### Nabi Samuel y Sheikh Jarrah
La brigada Harel llegó a Jerusalén el miércoles 21 de abril. Su convoy había tardado ocho horas bajo fuego para llegar a la ciudad. Al día siguiente, comenzó a atacar a la cresta de Nabi Samuel, pero el 23 fue emboscada una compañía de Harel y obligada a retirarse, perdiendo a 30-40 hombres. En la noche del 24 al 25 de abril, Sadeh ocupó Sheikh Jarrah, donde 40 árabes fueron asesinados y 20 casas fueron voladas. El general Macmillan, comandante de las fuerzas británicas en Palestina, pidió a las fuerzas judías retirarse debido a las fuerzas británicas utilizaban este camino para llegar el norte del país. MacMillan prometió impedir el regreso de los árabes. Después de que el ejército británico abrió fuego, el Palmaj se retiró. Los británicos declararon Sheikh Jarrah una zona desmilitarizada, en donde tropas armadas de ambos lados no podían entrar.

### Katamon

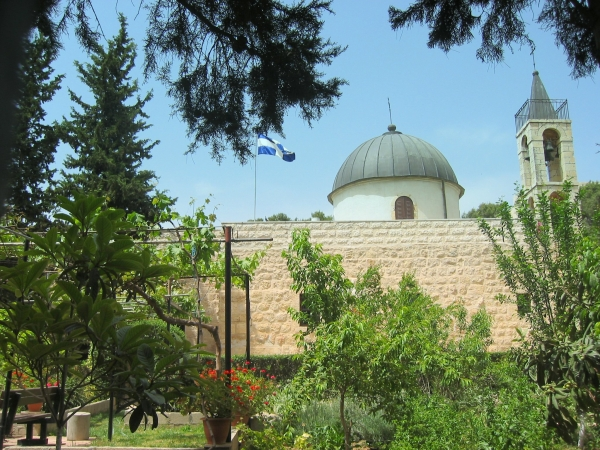
Monasterio de San Simón en Katamon.

El 29 de abril, una semana después del inicio de la operación, Sadeh cambió el ataque a Katamon. El objetivo principal fue el monasterio griego ortodoxo de San Simón, custodiado por los combatientes árabes locales junto con un contingente de voluntarios de Irak. Hubo también una unidad de la Legión Árabe custodiando el vacío consulado iraquí. John Bagot Glubb les ordenó retirarse tras haber tomado los edificios circundantes. El ataque comenzó con un bombardeo con fuego de mortero y ametralladora, por los miembros del 4º y 5º batallón de la brigada Harel, ayudados por el 4º batallón de la brigada Etzioni; y un total de 120 hombres, golpeó el sur y hacia el este de Neve Shaanan. La batalla por el monasterio duró todo el día, con el número de combatientes judíos muertos aproximadamente de 40, aunque otras estimaciones son mucho más bajas. Otra fuente afirma que 80 árabes fueron asesinados. Durante la noche del 30 de abril, el área fue sacudida por dos grandes explosiones. Al día siguiente, 1 de mayo, los judíos tenían el control total de la zona. Una vez más los británicos intervinieron y exigieron un alto el fuego. Pero esta vez los judíos mantuvieron el control de la zona tomada. Mientras que el ataque a Katamon tenía lugar, árabes en la ciudad vieja dispararon contra posiciones judías en Yemin Moshe y sólo se detuvieron después de la acción del ejército británico.

## Consecuencias
Siendo el resultado de la operación sólo un  éxito parcial, Sadeh salió de Jerusalén. Dov Yosef, el gobernador militar de Jerusalén, ordenó a los grupos de hombres en Katamon requisar todos los alimentos que pudieron encontrar para aliviar la grave escasez de alimentos causada por el bloqueo árabe, que llevó a un racionamiento draconiano en marzo de 1948. El distrito fue luego saqueado. Para el final de la guerra, Israel tenía el control de 12 de los 15 barrios residenciales árabes de Jerusalén. Un mínimo estimado de 30.000 personas se habían convertido en refugiados. Unos 750 no-judíos permanecieron en los barrios árabes ocupados; muchos de ellos griegos que vivían en la colonia griega.